# Simon Ier de Gourie
Simon Ier de Gourie (ou Svimon Ier  Gurieli; géorgien : სიმონ [სვიმონ] I გურიელი, 1606 – c. 1672), de la maison des Gouriel, fut prince de Gourie de 1625 à 1626. Il accède au pouvoir en Gourie, une petite principauté du sud-ouest de la Géorgie, après avoir assassiné son père, Mamia II Gurieli, mais il est détrôné et aveuglé pour son crime par son beau-frère Levan II Dadiani, prince de Mingrelia. Après son châtiment Simon, devient moine et se retire à Jérusalem.

## Règne
Simon est le fils de Mamia II Gurieli, prince de Gourie, et de son épouse Tinatin Jakéli. En 1625, Simon assassine son père pendant son sommeil et s'empare du trône de Gourie. Il recherche à obtenir l'absolution de son crime en faisant des donations au monastère d'Achi
Dès son accession au pouvoir, Simon entre en conflit avec Léon II Dadiani prince de Mingrélie, dont il avait épousé la sœur Mariam en 1621. Les ambitions politique et les revendications territoriales du Dadiani inquiète le Gouriel. Simon décide de libérer Paata "Tsutski" Tsulukidzé, le vizir disgracié de Léon II dont ce dernier avait confié la garde à Mamia II Gurireli.
Tsulukidzé et Gurieli complotent afin d'assassiner Léon II, mais le Dadiani échappe à leur sicaire Abkhaze  et fait exécuter
Tsulukidzé; qui est pendu, traîné sur une claie jusqu'à la potence et mis en quart, il fait brûler et disperser ses restes dans une canonnade. Il exploite ensuite le parricide commis par Simon comme casus belli et envahit la Gourie. Simon résiste, mais il est défait à Lantchkhouti et fait prisonnier. La Dadiani l'aveugle et le remplace par un prince client en la personne de, Kaïkhosro Ier Gurieli. L'épouse de Simon est renvoyée en Mingrélie,.

## Retraite
Ayant perdu son trône, la vue et sa famille, Simon, après sa libération de captivité se retire à Jérusalem et devient moine.Il reste en contact avec son ex-femme qui devient reine du Karthli en épousant successivement deux souverains de ce royaume: Rostom Khosrov Mirza et Vakhtang V Shah-Nawaz Ier.
Simon est encore vivant et réside en Géorgie en 1672, lorsque le français Jean Chardin effectue son voyage dans le Caucase. Selon Chardin, Mariam  accueillait son ex-mari amaigri et frêle à la frontière avec royaume d'Iméréthie et lui fournissait quelques moyens de subsistance. Le roi Shah-Nawaz Ier s'en montre jaloux mais la reine Mariam rejette ses inquiétudes en riant, et en lui demandant « s'il n'était pas honteux d'être jaloux du pauvre, vieil, aveugle, misérable créature, tout à fait impuissant qu'il était devenu » 

## Famille
De son union, Simon Gurieli a deux enfants connus : 
- Démètre Gurieli (mort vers 1664/1668), prince de Gourie (1659–1664), roi d'Iméréthie (1663–1664);
- Otia (mort en 1645), qui suit sa mère Mariam au Karthli où il meurt.